# Coppa Italia Dilettanti 1979-1980
La Coppa Italia Dilettanti 1979-1980 è stata la 14ª edizione di questa competizione calcistica italiana. È stata disputata con la formula dell'eliminazione diretta ed è stata vinta dal Cittadella.
La competizione era riservata alle migliori squadre militanti nel primo livello regionale. I primi due turni erano disputati a livello regionale, poi si passava a livello interregionale con gare di andata e ritorno. La finale veniva disputata in campo neutro.
L'edizione, come detto sopra, è stata vinta dal Cittadella, che superò in finale il Ponsacco; le altre semifinaliste furono Opitergina e Canarini Rocca di Papa.

## Storia

La consegna della Coppa Italia Dilettanti al Cittadella

Il Cittadella nel suo cammino verso la coppa nazionale elimina per primo il Trissino. Poi al secondo turno supera anche la Pievigina. È quindi la volta del Casteggio.
Il quarto avversario è il Ravenna che viene battuto solo dopo i supplementari terminati (0-0).
Agli ottavi batte la Loanesi, mentre ai quarti il Cittadella elimina il Penne. Il 25 maggio il Cittadella è a Oderzo contro l'Opitergina per disputare l'andata portando a casa un (1-1) prezioso.
Per la gara di ritorno sugli spalti dello Stadio d'Alvise di Cittadella di fronte a quasi 5000 tifosi vince per (1-0) conquistando la finale.
Nella finale di Montecatini con il Mobilieri Ponsacco si arriva fino ai supplementari quando Moresco al 7' minuto inventa da solo il gol del vantaggio granata, ma Morelli rimette tutto in discussione dopo tre minuti. Al 14' un guizzo incontenibile di Carotta porta al trionfo i granata.

## Partecipanti
Le 256 partecipanti vengono così ripartite fra i vari comitati regionali:
| Numero squadre | Comitati regionali    | Comitati regionali    | Comitati regionali | Comitati regionali | Comitati regionali | Comitati regionali | Comitati regionali  | Comitati regionali  | Comitati regionali  | Comitati regionali  | Comitati regionali  | Comitati regionali  |
| -------------- | --------------------- | --------------------- | ------------------ | ------------------ | ------------------ | ------------------ | ------------------- | ------------------- | ------------------- | ------------------- | ------------------- | ------------------- |
| 32             | Lombardia             | Lombardia             | Lombardia          | Lombardia          | Lombardia          | Lombardia          | Lombardia           | Lombardia           | Lombardia           | Lombardia           | Lombardia           | Lombardia           |
| 20             | Campania              | Campania              | Campania           | Campania           | Toscana            | Toscana            | Toscana             | Toscana             | Veneto              | Veneto              | Veneto              | Veneto              |
| 18             | Emilia-Romagna        | Emilia-Romagna        | Emilia-Romagna     | Emilia-Romagna     | Emilia-Romagna     | Emilia-Romagna     | Emilia-Romagna      | Emilia-Romagna      | Emilia-Romagna      | Emilia-Romagna      | Emilia-Romagna      | Emilia-Romagna      |
| 14             | Friuli-Venezia Giulia | Friuli-Venezia Giulia | Lazio              | Lazio              | Liguria            | Liguria            | Piemonte            | Piemonte            | Puglia              | Puglia              | Sicilia             | Sicilia             |
| 12             | Abruzzo               | Abruzzo               | Abruzzo            | Calabria           | Calabria           | Calabria           | Marche              | Marche              | Marche              | Sardegna            | Sardegna            | Sardegna            |
| 6              | Umbria                | Umbria                | Umbria             | Umbria             | Umbria             | Umbria             | Umbria              | Umbria              | Umbria              | Umbria              | Umbria              | Umbria              |
| 4              | Basilicata            | Basilicata            | Basilicata         | Basilicata         | Basilicata         | Basilicata         | Trentino-Alto Adige | Trentino-Alto Adige | Trentino-Alto Adige | Trentino-Alto Adige | Trentino-Alto Adige | Trentino-Alto Adige |

## Prima fase

### Friuli-Venezia Giulia
- 14 squadre
Non ammesse: Gradese, Lignano, Maniago e S.Michele Monfalcone.
Dalla Prima Categoria: Gemonese (dal girone A) e Corno (dal girone B).

| Squadra 1       | Totale          | Squadra 2        | Andata     | Ritorno    |
| --------------- | --------------- | ---------------- | ---------- | ---------- |
| PRIMO TURNO     | PRIMO TURNO     | PRIMO TURNO      | 02.09.1979 | 09.09.1979 |
| Fontanafredda   | 4 – 1           | Sacilese         | 3 – 0      | 1 – 1      |
| Azzanese        | 1 – 1 (gfc)     | Pro Aviano       | 0 – 0      | 1 – 1      |
| Gemonese        | 3 – 5           | Tarcentina       | 2 – 2      | 1 – 3      |
| Manzanese       | 1 – 1 (gfc)     | Virtus Corno     | 0 – 0      | 1 – 1      |
| Trivignano      | 5 – 4           | Basiliano        | 3 – 2      | 2 – 2      |
| Pro Cervignano  | 1 – 1 (4-3 dtr) | Pieris           | 1 – 0      | 0 – 1      |
| Isonzo Turriaco | 3 – 3 (gfc)     | Portuale Trieste | 2 – 2      | 1 – 1      |
| SECONDO TURNO   | SECONDO TURNO   | SECONDO TURNO    | 19.09.1979 | 26.09.1979 |
| Fontanafredda   | 0 – 2           | Opitergina (VEN) | 0 – 1      | 0 – 1      |
| Azzanese        | 1 – 4           | Tarcentina       | 1 – 3      | 0 – 1      |
| Manzanese       | 2 – 3           | Trivignano       | 1 – 2      | 1 – 1      |
| Pro Cervignano  | 3 – 2           | Portuale Trieste | 3 – 2      | 0 – 0      |

### Veneto
| Squadra 1     | Totale        | Squadra 2     | Andata     | Ritorno    |
| ------------- | ------------- | ------------- | ---------- | ---------- |
| PRIMO TURNO   | PRIMO TURNO   | PRIMO TURNO   | 02.09.1979 | 09.09.1979 |
| Cittadella    | 3 – 2         | Trissino      | 1 – 1      | 2 – 1      |
| SECONDO TURNO | SECONDO TURNO | SECONDO TURNO | 19.09.1979 | 26.09.1979 |
| Cittadella    | 1 – 0         | Pievigina     | 0 – 0      | 1 – 0      |

### Toscana
| Squadra 1     | Totale        | Squadra 2        | Andata     | Ritorno    |
| ------------- | ------------- | ---------------- | ---------- | ---------- |
| PRIMO TURNO   | PRIMO TURNO   | PRIMO TURNO      | 02.09.1979 | 09.09.1979 |
| Ponsacco      | 2 – 1         | Rosignano Solvay | 1 – 0      | 1 – 1      |
| SECONDO TURNO | SECONDO TURNO | SECONDO TURNO    | 19.09.1979 | 26.09.1979 |
| Ponsacco      | 3 – 1         | Sarzanese (LIG)  | 1 – 0      | 2 – 1      |

### Umbria
- 8 squadre
Non ammesse: Bevagna, Clitunno, Foligno, Gubbio, Montefalco, Nocera Umbra, Orvietana e Tavernelle.

| Squadra 1        | Totale        | Squadra 2        | Andata     | Ritorno    |
| ---------------- | ------------- | ---------------- | ---------- | ---------- |
| PRIMO TURNO      | PRIMO TURNO   | PRIMO TURNO      | 26.08.1979 | 02.09.1979 |
| Gualdo           | 3 - 1         | Grifo Cannara    | 2 - 0      | 1 - 1      |
| Tiberis          | ? - ?         | Nuova Tiferno    | ? - ?      | 0 - 0      |
| Narnese          | 0 - 1         | Elettrocarbonium | 0 - 1      | 0 - 0      |
| Todi             | ?             | Assisi           | 1 - 0      | ?          |
| SECONDO TURNO    | SECONDO TURNO | SECONDO TURNO    | 05.09.1979 | 09.09.1979 |
| Assisi           | ?             | Nuova Tiferno    | 3 - 0      | ?          |
| Elettrocarbonium | 5 - 3         | Gualdo           | 2 - 1      | 3 - 2      |

### Puglia e Basilicata
| Squadra 1           | Totale        | Squadra 2           | Andata     | Ritorno    |
| ------------------- | ------------- | ------------------- | ---------- | ---------- |
| PRIMO TURNO         | PRIMO TURNO   | PRIMO TURNO         | 26.08.1979 | 02.09.1979 |
| Modugno             | 3 - 1         | Altamura            | 3 - 0      | 0 - 1      |
| Putignano           | 1 - 2         | Ostuni              | 0 - 0      | 1 - 2      |
| Ruvo                | 1 - 1         | Corato              | 0 - 1      | 1 - 0      |
| Pro Gioia           | 3 - 3         | Mola                | 2 - 1      | 1 - 2      |
| Carovigno           | 2 - 1         | Calimera            | 2 - 1      | 0 - 0      |
| Castellaneta        | 2 - 3         | Massafra            | 1 - 1      | 1 - 2      |
| Maglie              | 1 - 2         | Pro Italia Galatina | 0 - 0      | 1 - 2      |
| Palazzo             | 3 - 3         | Pro Matera          | 0 - 1      | 3 - 2      |
| Vaglio              | 3 - 1         | Moliterno           | 1 - 0      | 2 - 1      |
| SECONDO TURNO       | SECONDO TURNO | SECONDO TURNO       | 05.09.1979 | 09.09.1979 |
| Mola                | ? - ?         | Modugno             | 2 - 0      | ? - ?      |
| Carovigno           | ? - ?         | Ostuni              | 4 - 0      | ? - ?      |
| Ruvo                | ? - ?         | Battapagliese       | 0 - 2      | ? - ?      |
| Pro Italia Galatina | ? - ?         | Massafra            | 2 - 2      | ? - ?      |
| Palazzo             | ? - ?         | Vaglio              | ? - ?      | ? - ?      |

## 32esimi di finale
| Squadra 1                 | Totale      | Squadra 2                  | Andata     | Ritorno    |
| ------------------------- | ----------- | -------------------------- | ---------- | ---------- |
| TERZO TURNO               | TERZO TURNO | TERZO TURNO                | 01.11.1979 | 06.01.1980 |
| (VEN) Cittadella          | 4 – 3       | Casteggio (LOM)            | 3 – 1      | 1 – 2      |
| (VEN) Vittorio Veneto     | 1 – 0       | Tarcentina (FVG)           | 1 – 0      | 0 – 0      |
| (FVG) Trivignano          | 1 – 4       | Opitergina (VEN)           | 0 – 2      | 1 – 2      |
| (FVG) Pro Cervignano      | 1 – 0       | Fiesso d'Artico (VEN)      | 1 – 0      | 0 – 0      |
| (TOS) Ponsacco            | 5 – 4       | San Desiderio Quarto (LIG) | 3 – 1      | 2 – 3      |
| (MAR) Sangiustese         | 1 - 6       | Elettrocarbonium (UMB)     | 0 - 4      | 1 - 2      |
| (TOS) Fucecchio           | 2 - 1       | Assisi (UMB)               | 1 - 1      | 1 - 0      |
| (PUG) Carovigno           | 1 – 3       | Arzanese (CAM)             | 1 – 0      | 0 – 3      |
| (CAM) Scafatese           | 1 – 3       | Mola (PUG)                 | 1 – 0      | 0 – 3      |
| (PUG) Pro Italia Galatina | ? - ?       | Soverato (CAL)             | 4 - 0      | ? - ?      |
| (BAS) Palazzo             | ? - ?       | Nuovo Vomero (CAM)         | 0 - 0      | ? - ?      |

## 16esimi di finale
| Squadra 1              | Totale       | Squadra 2                 | Andata     | Ritorno    |
| ---------------------- | ------------ | ------------------------- | ---------- | ---------- |
| QUARTO TURNO           | QUARTO TURNO | QUARTO TURNO              | 13.02.1980 | 27.02.1980 |
| (VEN) Opitergina       | 3 – 2        | Pro Cervignano (FVG)      | 3 – 1      | 0 – 1      |
| (VEN) Cittadella       | 0 – 0 (dtr)  | Ravenna (E.R)             | 0 – 0      | 0 – 0      |
| (TOS) Ponsacco         | 4 – 1        | Correggese (E.R)          | 2 – 0      | 2 – 1      |
| (UMB) Elettrocarbonium | ?            | Grassina (TOS)            | 1 - 1      | ?          |
| (PUG) Mola             | 0 – 4        | Arzanese (CAM)            | 0 – 1      | 0 – 3      |
| (CAM) Ischia           | 4 – 2        | Pro Italia Galatina (PUG) | 3 – 1      | 1 – 1      |

## Ottavi di finale
| Squadra 1        | Totale | Squadra 2           | Andata | Ritorno |
| ---------------- | ------ | ------------------- | ------ | ------- |
| QUINTO TURNO     |        |                     |        |         |
| (VEN) Cittadella | 3 – 1  | Loanesi (LIG)       | 2 – 0  | 1 – 1   |
| (TOS) Ponsacco   | 2 – 1  | Sommacampagna (VEN) | 2 – 0  | 0 – 1   |

## Quarti di finale
| Squadra 1                    | Totale | Squadra 2             | Andata | Ritorno |
| ---------------------------- | ------ | --------------------- | ------ | ------- |
| SESTO TURNO                  |        |                       |        |         |
| (VEN) Cittadella             | 3 – 2  | Penne (ABR)           | 3 – 1  | 0 – 1   |
| (TOS) Ponsacco               | 3 – 1  | Vittorio Veneto (VEN) | 2 – 0  | 1 – 1   |
| (VEN) Opitergina             | ?      | ?                     | ?      | ?       |
| (LAZ) Canarini Rocca di Papa | ?      | ?                     | ?      | ?       |

## Semifinali
| Squadra 1        | Totale        | Squadra 2                    | Andata     | Ritorno    |
| ---------------- | ------------- | ---------------------------- | ---------- | ---------- |
| SETTIMO TURNO    | SETTIMO TURNO | SETTIMO TURNO                | 25.05.1980 | 01.06.1980 |
| (VEN) Opitergina | 1 – 2         | Cittadella (VEN)             | 1 – 1      | 0 – 1      |
| (TOS) Ponsacco   | 3 – 2         | Canarini Rocca di Papa (LAZ) | 3 – 0      | 0 – 2      |

## Finale
| Arbitro: | Stafoggia (Pesaro) |

| |            |                                                                                                   |
| Moresco 97’ Carotta 104’                                                                           | Marcatori  | 100’ Morelli                                                                                      |
| Pierobon Finamoni Pacquola Carollo Sandri Marchi Moresco Scapin Maggiotto Rosa (82' Carotta) Savio | Formazioni | Neri Ferretti Vallini Rovai Bruschini Rossi Picci Lombardi Belli Chimenti (98' Morelli) Valtriani |
| De Bortoli                                                                                         | Allenatori | Giusti                                                                                            |